# Хорин-дзи

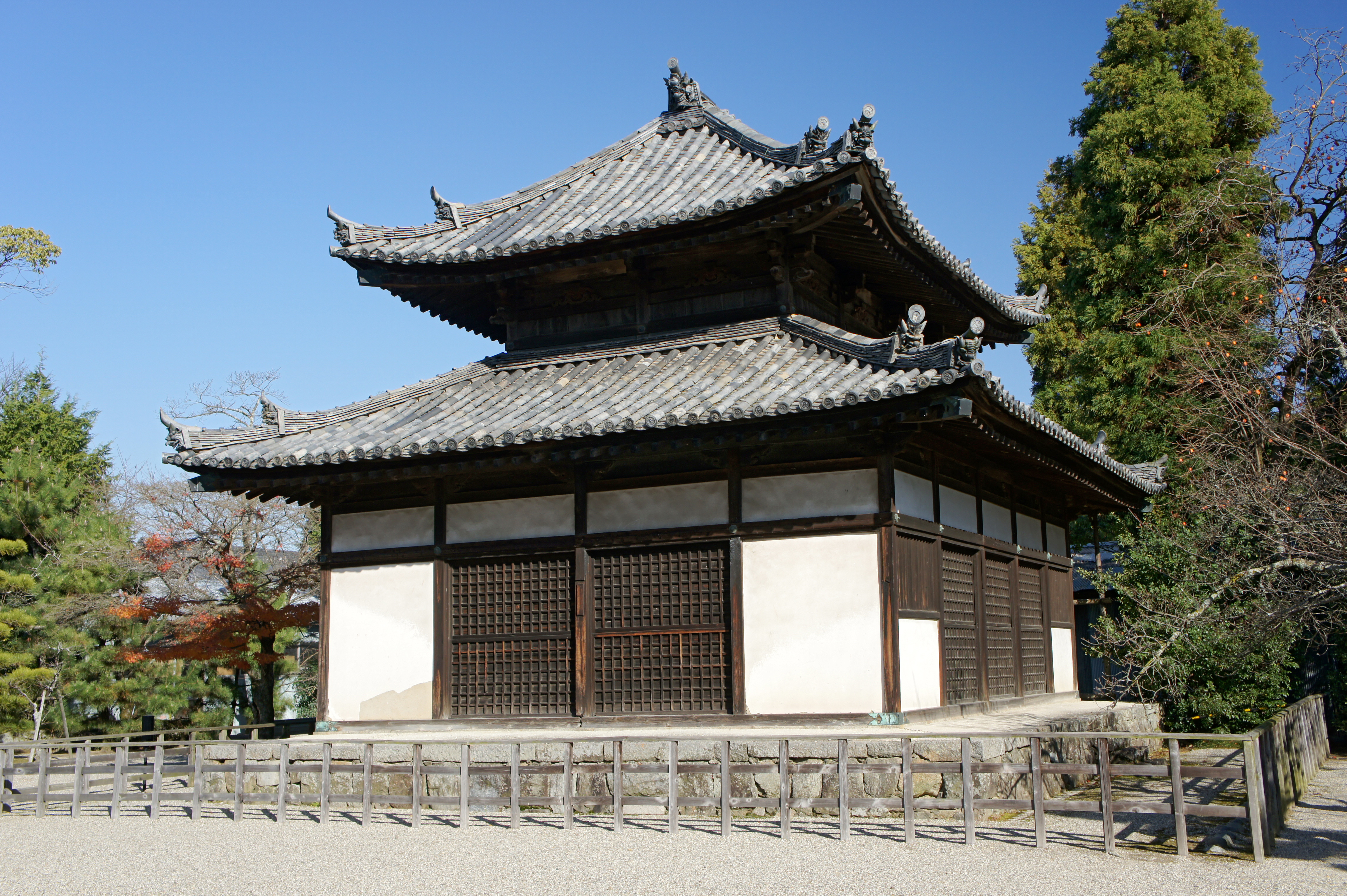
Хорин-дзи

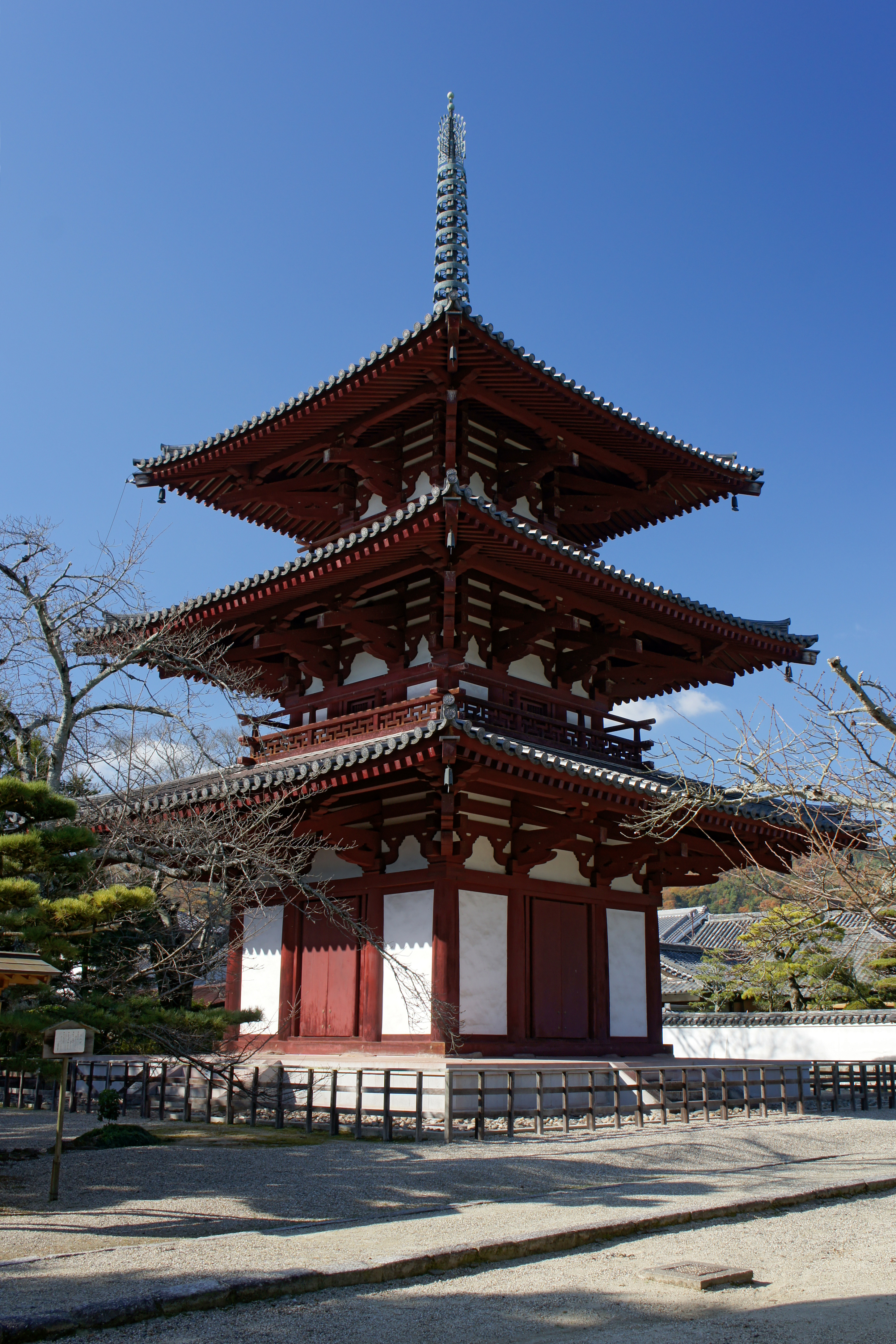
Пагода

Хорин-дзи (яп. 法輪寺) — буддийский храм в городе Икаруге префектуры Нара в Японии, в нескольких километрых от храма Хорю-дзи, которому он подчинён. Храм посвящён принцу Сётоку.
Храм первоначально назывался Мии-дэра. Внутри храма содержится уникальный алтарь с бодхисаттвой Гуаньинь, Буддой Медицины и другими бодхисаттвами, а также уникальные картины, повествующие о жизни принца Сётоку.

## История
По одной из версий, храм был построен корейским буддийским монахом Кай-хосси из Кудара, монахами Эммё и Симохи-Симмоцу. По другой версии — сыновьями принца Сётоку Ямасиро-но-Ойэ и Юги. Храм был построен в ту же эпоху, что и храм Хорю-дзи. Ураган сильно повредил храм в 1645 году, и реконструкция завершилась почти через сто лет в 1737 году.
21 июля 1944 года молния поразила пагоду, та полностью сгорела и была восстановлена в оригинальном стиле Асука в апреле 1975 года.